# Stavanger IF

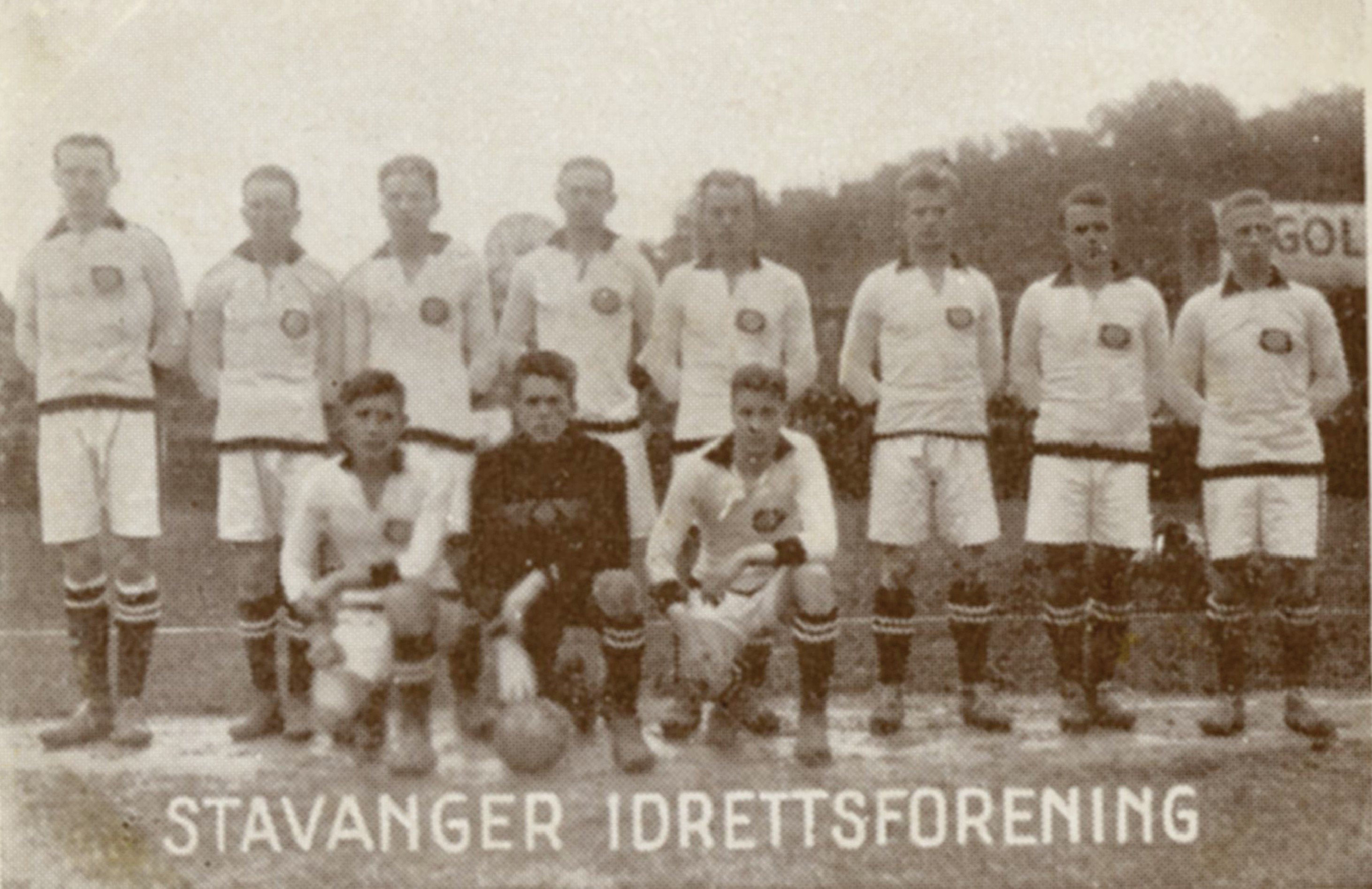
La section de football vers 1930.

Le Stavanger IF est un club omnisports fondé en 1905 basé à Stavanger en Norvège. Il est notamment connu pour ses sections de football et de handball. Entre 2000 et 2009, la section de handball a fusionné avec le Viking HK Stavanger pour former le Stavanger Håndball.

## Palmarès
- Championnat de Norvège masculin de handball (3) : 1987-88, 1989-90, 1991-92.